# Harry Revel
Harry Revel, nato Harry Glaser (Londra, 21 dicembre 1905 – New York, 3 novembre 1958), è stato un direttore d'orchestra e compositore statunitense di origine britannica; era specializzato principalmente nel teatro musicale, ma componeva anche musica pop tradizionale, colonne sonore e space age pop. Ha lavorato con vari parolieri, in particolare Mack Gordon. È anche visto come un pioniere dello space age pop.

## Primi anni di vita e carriera
Revel nacque Harry Glaser a Londra, Inghilterra. Era il figlio di emigranti russi di origine ebraica, Jacob Glaser e sua moglie, di Schrunden in Lettonia, che si erano stabiliti in Inghilterra. Harry era il secondogenito di quattro figli. Suo fratello maggiore William Revel era un ballerino, sua sorella minore Rene era una cantante e suo fratello minore Sam era un portiere a Londra che in seguito divenne un agente di viaggio negli Stati Uniti. Presero il cognome "Revel" per onorare il soldato francese con quel nome che li aiutò a fuggire dall'Europa.
Harry Revel imparò il pianoforte da bambino e studiò alla Guildhall School of Music and Drama di Londra. Partì intorno al 1922 per andare a Parigi, dove si unì alla cosiddetta Hawaiian Band, e fece un tour in Europa. Pubblicò anche la sua prima canzone, "Oriental Eyes", in Italia. Si unì quindi a una band di danza, la New York Jazz Band, e durante il tour con il gruppo a Berlino fu incaricato di scrivere la musica per un'operetta, Was Frauen Traumen. Il suo successo portò a ulteriori commissioni a Parigi, Vienna e Londra.

## Teatro musicale e film
Dopo essere tornato in Inghilterra, nel 1928 decise di trasferirsi a New York e diventare un cantautore professionista. Lì collaborò con il paroliere Mack Gordon per lavorare a Broadway, scrivendo canzoni per Ziegfeld Follies of 1931, Fast and Furious, Everybody's Welcome e Smiling Faces. Tra le loro canzoni c'era la popolare "Underneath the Harlem Moon" (1932), registrata da diversi artisti jazz.
Lui e Gordon si trasferirono a Hollywood nel 1932 e firmarono per la Paramount Pictures. Lì Revel scrisse colonne sonore per i film Sitting Pretty, Broadway Through a Keyhole, We’re Not Dressing, She Loves Me Not, Shoot the Works, College Rhythm, Love in Bloom, Paris in the Spring, Stolen Harmony, Two for Tonight e Collegiate. Nel 1936 si trasferirono alla Twentieth Century Fox e continuarono ad avere successo con film come Stowaway, Poor Little Rich Girl, Ali Baba Goes to Town, Wake Up and Live, New York si diverte, Head Over Heels e Love Finds Andy Hardy. Nel 1934 è apparso in Hollywood Rhythm, un cortometraggio che pretendeva di mostrare il team di autori di canzoni composto da Gordon e Revel mentre facevano un brainstorming sulla colonna sonora di College Rhythm.
La collaborazione di Revel con Mack Gordon terminò nel 1939. Revel rimase cittadino britannico; in due occasioni, lui e suo fratello Billy Revel furono giudicati colpevoli di essere entrati negli Stati Uniti con passaporti falsi e furono multati. Durante la seconda guerra mondiale, Revel organizzò spettacoli di varietà per l'USO e continuò a scrivere musica per film. È stato nominato per un Academy Award nel 1942 per "There's a Breeze on Lake Louise", da The Mayor of 44th Street,, scritto con Mort Greene; e ancora per "Remember Me to Carolina", da Minstrel Man, scritta con Paul Francis Webster. Quest'ultima colonna sonora è stata nominata per un Academy Award, la prima per uno studio a basso budget Producers Releasing Corporation. Ha anche scritto la colonna sonora per il musical di Broadway del 1945 Are You With It?, con testi di Arnold Horwitt.

## Space age pop
Alla fine degli anni quaranta, Revel si interessò all'uso del theremin per creare musica elettronica d'atmosfera, che definì "musica terapeutica". Lavorò con l'arrangiatore e direttore d'orchestra Les Baxter e il suonatore di theremin Samuel Hoffman per creare l'album del 1947 Music Out of the Moon, pubblicato dalla Capitol Records, e Perfume Set to Music su RCA Victor l'anno successivo. Nel 1950 scrisse la musica per Music for Peace of Mind, sempre con Hoffman ma questa volta con l'orchestra di Billy May e nel 1955 pubblicò Harry Revel's Music from Out of Space, con l'orchestra e il coro di Stuart Phillips, piuttosto che il theremin. Revel è stato successivamente visto come un pioniere dello "space age pop".

## Attività successive e morte
Revel fondò una propria casa editrice, la Realm Music Inc., negli anni cinquanta, e continuò a comporre fino alla sua morte.
Morì di emorragia cerebrale a New York nel 1958, all'età di 52 anni. Fu inserito postumo nella Songwriters Hall of Fame nel 1970.

## Produzioni musicali
- Blues in the Night [Musical, rivista] Con canzoni di Harry Revel 2 giugno 1982 - 18 luglio 1982
- Music Out of the Moon Temi di Harry Revel 1947
- Are You With It? [Musical] Musica di Harry Revel 10 novembre 1945 – 29 giugno 1946
- Smiling Faces [Originale, musicale, commedia] Musica di Harry Revel 30 agosto 1932 – 24 settembre 1932
- Marching By [Musical] Musica di Harry Revel 3 marzo 1932 - [sconosciuto]
- Fast and Furious [Musical, rivista] Musica principalmente di Harry Revel, 15 settembre 1931 - [sconosciuto]
- Ziegfeld Follies of 1931 [Musical, rivista] Musica di Harry Revel 1 luglio 1931 – 21 novembre 1931